# Saison 2019-2020 des Spurs de San Antonio
La saison 2019-2020 des Spurs de San Antonio est la 53e saison de la franchise et la 43e en NBA. C'est la 47e saison dans la région de San Antonio au Texas.
La saison a été suspendue par les officiels de la ligue après les matchs du 11 mars  après l'annonce que Rudy Gobert était positif au COVID-19. Le 12 mars 2020, le président de la ligue Adam Silver annonce que le championnat est arrêté pour "au moins 30 jours". La franchise reprend la saison régulière le 31 juillet 2020, à Orlando.
À l'issue de la saison régulière, les Spurs n'atteignent pas les playoffs, pour la première fois depuis 1997, mettant fin à leur série de 22 saisons consécutives avec une apparition en playoffs NBA.

## Draft
| Tour | Choix | Joueur                 | Poste | Nationalité | Provenance                    |
| ---- | ----- | ---------------------- | ----- | ----------- | ----------------------------- |
| 1    | 19    | Luka Šamanić           | PF    | Croatie     | KK Olimpija                   |
| 1    | 29    | Keldon Johnson         | SF    | États-Unis  | Wildcats du Kentucky          |
| 2    | 49    | Quinndary Weatherspoon | SG    | États-Unis  | Bulldogs de Mississippi State |

## Matchs

### Summer League
| Summer League Total: 4-4 |

| Match | Date match  | Équipe    | Score   | Meilleur marqueur   | Meilleur rebondeur  | Meilleur passeur  | Lieux Spectateurs       | Série |
| ----- | ----------- | --------- | ------- | ------------------- | ------------------- | ----------------- | ----------------------- | ----- |
| 1     | 1er juillet | Cleveland | V 97-89 | Lonnie Walker (20)  | Šamanić, Walker (7) | Darius Morris (4) | Vivint Smart Home Arena | 1 - 0 |
| 2     | 2 juillet   | Memphis   | V 99-84 | Keldon Johnson (29) | Quatre joueurs (7)  | Josh Magette (10) | Vivint Smart Home Arena | 2 - 0 |
| 3     | 3 juillet   | Utah      | D 81-84 | Lonnie Walker (19)  | Thomas Robinson (9) | Josh Magette (4)  | Vivint Smart Home Arena | 2 - 1 |

| Match                                                        | Date match | Équipe    | Score    | Meilleur marqueur           | Meilleur rebondeur    | Meilleur passeur          | Lieux Spectateurs    | Série |
| ------------------------------------------------------------ | ---------- | --------- | -------- | --------------------------- | --------------------- | ------------------------- | -------------------- | ----- |
| 1                                                            | 5 juillet  | Orlando   | D 59-75* | Lonnie Walker (28)          | Ben Moore (6)         | Josh Magette (5)          | Cox Pavilion         | 0 - 1 |
| 2                                                            | 7 juillet  | Charlotte | V 106-96 | Johnson, Weatherspoon (19)  | Ben Moore (8)         | Magette, Robinson Jr. (4) | Thomas & Mack Center | 1 - 1 |
| 3                                                            | 8 juillet  | Portland  | V 93-90  | Lonnie Walker (32)          | Eubanks, Robinson (7) | Ben Moore (5)             | Cox Pavilion         | 2 - 1 |
| 4                                                            | 10 juillet | Phoenix   | D 78-79  | Quinndary Weatherspoon (19) | Luka Šamanić (11)     | Josh Magette (6)          | Cox Pavilion         | 2 - 2 |
| 5                                                            | 12 juillet | Atlanta   | D 72-80  | Darius Morris (12)          | Thomas Robinson (11)  | Galen Robinson Jr. (5)    | Thomas & Mack Center | 2 - 3 |
| * Le match a été arrêté en raison d'un tremblement de terre. |            |           |          |                             |                       |                           |                      |       |

### Pré-saison
| Pré-saison Total: 2-3 (Domicile : 1-2; Extérieur : 1-1) |

| Match | Date match | Équipe              | Score     | Meilleur marqueur      | Meilleur rebondeur     | Meilleur passeur  | Lieux                   | Série |
| ----- | ---------- | ------------------- | --------- | ---------------------- | ---------------------- | ----------------- | ----------------------- | ----- |
| 1     | 5 octobre  | Orlando             | D 89-125  | Bryn Forbes (24)       | Rudy Gay (6)           | Derrick White (6) | AT&T Center             | 0 - 1 |
| 2     | 8 octobre  | @ Miami             | D 89-107  | Rudy Gay (12)          | Jakob Pöltl (5)        | Trois joueurs (3) | American Airlines Arena | 0 - 2 |
| 3     | 13 octobre | La Nouvelle-Orléans | D 114-123 | Bryn Forbes (18)       | Jakob Pöltl (7)        | Patrick Mills (6) | AT&T Center             | 0 - 3 |
| 4     | 16 octobre | @ Houston           | V 128-114 | LaMarcus Aldridge (22) | DeMarre Carroll (7)    | Jakob Pöltl (5)   | Toyota Center           | 1 - 3 |
| 5     | 18 octobre | Memphis             | V 104-91  | Patrick Mills (16)     | LaMarcus Aldridge (11) | DeMar DeRozan (5) | AT&T Center             | 2 - 3 |

### Matchs de préparation à Orlando avant la reprise de la saison régulière
| Matchs de préparation Total: 1-2 |

| Match | Date match | Équipe    | Score     | Meilleur marqueur     | Meilleur rebondeur  | Meilleur passeur    | Lieux                | Série |
| ----- | ---------- | --------- | --------- | --------------------- | ------------------- | ------------------- | -------------------- | ----- |
| 1     | 23 juillet | Milwaukee | D 92-113  | Lonnie Walker IV (14) | Jakob Pöltl (7)     | Derrick White (5)   | Visa Athletic Center | 0 - 1 |
| 2     | 25 juillet | Brooklyn  | D 119-124 | Derrick White (22)    | Drew Eubanks (14)   | Derrick White (4)   | The Arena            | 0 - 2 |
| 3     | 28 juillet | Indiana   | V 118-111 | Rudy Gay (23)         | Dejounte Murray (8) | Dejounte Murray (6) | HP Field House       | 1 - 2 |

### Saison régulière
| Saison régulière Total: 32-39 (Domicile : 19-15; Extérieur : 13-24) |

| Match | Date match | Équipe          | Score     | Meilleur marqueur      | Meilleur rebondeur   | Meilleur passeur    | Lieux          | Série |
| ----- | ---------- | --------------- | --------- | ---------------------- | -------------------- | ------------------- | -------------- | ----- |
| 1     | 23 octobre | New York        | V 120-111 | LaMarcus Aldridge (22) | Trey Lyles (11)      | Dejounte Murray (6) | AT&T Center    | 1 - 0 |
| 2     | 26 octobre | Washington      | V 124-122 | LaMarcus Aldridge (27) | Dejounte Murray (10) | Trois joueurs (4)   | AT&T Center    | 2 - 0 |
| 3     | 28 octobre | Portland        | V 113-110 | DeMar DeRozan (27)     | Trey Lyles (8)       | Dejounte Murray (8) | AT&T Center    | 3 - 0 |
| 4     | 31 octobre | @ L.A. Clippers | D 97-103  | DeMar DeRozan (29)     | Rudy Gay (12)        | Rudy Gay (4)        | Staples Center | 3 - 1 |

| Match | Date match   | Équipe         | Score     | Meilleur marqueur      | Meilleur rebondeur     | Meilleur passeur      | Lieux                    | Série  |
| ----- | ------------ | -------------- | --------- | ---------------------- | ---------------------- | --------------------- | ------------------------ | ------ |
| 5     | 1er novembre | @ Golden State | V 127-110 | Patrick Mills (31)     | Trey Lyles (14)        | DeMar DeRozan (11)    | Chase Center             | 4 - 1  |
| 6     | 3 novembre   | L.A. Lakers    | D 96-103  | Dejounte Murray (18)   | Dejounte Murray (11)   | DeMar DeRozan (5)     | AT&T Center              | 4 - 2  |
| 7     | 5 novembre   | @ Atlanta      | D 100-108 | DeMar DeRozan (22)     | Trey Lyles (12)        | Trois joueurs (4)     | State Farm Arena         | 4 - 3  |
| 8     | 7 novembre   | Oklahoma City  | V 121-112 | LaMarcus Aldridge (39) | Dejounte Murray (8)    | Dejounte Murray (10)  | AT&T Center              | 5 - 3  |
| 9     | 9 novembre   | Boston         | D 115-135 | DeMar DeRozan (22)     | Metu, Lyles (8)        | DeRozan, Murray (4)   | AT&T Center              | 5 - 4  |
| 10    | 11 novembre  | Memphis        | D 109-113 | LaMarcus Aldridge (19) | Rudy Gay (8)           | DeMar DeRozan (7)     | AT&T Center              | 5 - 5  |
| 11    | 13 novembre  | @ Minnesota    | D 114-129 | DeMar DeRozan (27)     | Trey Lyles (11)        | DeRozan, White (4)    | Target Center            | 5 - 6  |
| 12    | 15 novembre  | @ Orlando      | D 109-111 | DeMar DeRozan (21)     | Trey Lyles (12)        | Dejounte Murray (6)   | Amway Center             | 5 - 7  |
| 13    | 16 novembre  | Portland       | D 116-121 | LaMarcus Aldridge (30) | LaMarcus Aldridge (13) | Trois joueurs (5)     | AT&T Center              | 5 - 8  |
| 14    | 18 novembre  | @ Dallas       | D 110-117 | DeMar DeRozan (36)     | Jakob Pöltl (10)       | DeMar DeRozan (4)     | American Airlines Center | 5 - 9  |
| 15    | 20 novembre  | @ Washington   | D 132-138 | DeMar DeRozan (31)     | LaMarcus Aldridge (10) | Bryn Forbes (7)       | Capital One Arena        | 5 - 10 |
| 16    | 22 novembre  | @ Philadelphie | D 104-115 | DeMar DeRozan (29)     | DeMar DeRozan (7)      | Mills, Murray (4)     | Wells Fargo Center       | 5 - 11 |
| 17    | 23 novembre  | @ New York     | V 111-104 | LaMarcus Aldridge (23) | Jakob Pöltl (10)       | Derrick White (5)     | Madison Square Garden    | 6 - 11 |
| 18    | 25 novembre  | L.A. Lakers    | D 104-114 | LaMarcus Aldridge (30) | Murray, Pöltl (8)      | DeRozan, Forbes (5)   | AT&T Center              | 6 - 12 |
| 19    | 27 novembre  | Minnesota      | D 101-113 | LaMarcus Aldridge (22) | Rudy Gay (11)          | Derrick White (6)     | AT&T Center              | 6 - 13 |
| 20    | 29 novembre  | L.A. Clippers  | V 107-97  | Aldridge, White (17)   | DeMar DeRozan (9)      | LaMarcus Aldridge (7) | AT&T Center              | 7 - 13 |

| Match | Date match   | Équipe        | Score           | Meilleur marqueur      | Meilleur rebondeur     | Meilleur passeur    | Lieux                    | Série   |
| ----- | ------------ | ------------- | --------------- | ---------------------- | ---------------------- | ------------------- | ------------------------ | ------- |
| 21    | 1er décembre | @ Détroit     | D 98-132        | DeMar DeRozan (20)     | Drew Eubanks (8)       | Dejounte Murray (6) | Little Caesars Arena     | 7 - 14  |
| 22    | 3 décembre   | Houston       | V 135-133 (2OT) | Lonnie Walker (28)     | Jakob Pöltl (15)       | DeMar DeRozan (9)   | AT&T Center              | 8 - 14  |
| 23    | 6 décembre   | Sacramento    | V 105-104 (OT)  | LaMarcus Aldridge (19) | LaMarcus Aldridge (13) | DeMar DeRozan (7)   | AT&T Center              | 9 - 14  |
| 24    | 12 décembre  | Cleveland     | D 109-117 (OT)  | DeMar DeRozan (21)     | LaMarcus Aldridge (10) | DeRozan, Murray (4) | AT&T Center              | 9 - 15  |
| 25    | 14 décembre  | @ Phoenix     | V 121-119 (OT)  | Patrick Mills (26)     | Jakob Pöltl (11)       | Dejounte Murray (5) | Arena Ciudad de México   | 10 - 15 |
| 26    | 16 décembre  | @ Houston     | D 107-109       | LaMarcus Aldridge (19) | LaMarcus Aldridge (13) | DeMar DeRozan (5)   | Toyota Center            | 10 - 16 |
| 27    | 19 décembre  | Brooklyn      | V 118-105       | Patrick Mills (27)     | LaMarcus Aldridge (10) | DeMar DeRozan (6)   | AT&T Center              | 11 - 16 |
| 28    | 21 décembre  | L.A. Clippers | D 109-134       | DeMar DeRozan (24)     | Trois joueurs (5)      | Dejounte Murray (6) | AT&T Center              | 11 - 17 |
| 29    | 23 décembre  | @ Memphis     | V 145-115       | LaMarcus Aldridge (40) | LaMarcus Aldridge (9)  | DeMar DeRozan (10)  | FedExForum               | 12 - 17 |
| 30    | 26 décembre  | @ Dallas      | D 98-102        | DeMar DeRozan (21)     | Rudy Gay (8)           | Derrick White (6)   | American Airlines Center | 12 - 18 |
| 31    | 28 décembre  | Détroit       | V 136-109       | DeMar DeRozan (29)     | LaMarcus Aldridge (12) | DeMar DeRozan (8)   | AT&T Center              | 13 - 18 |
| 32    | 31 décembre  | Golden State  | V 117-113 (OT)  | DeMar DeRozan (24)     | LaMarcus Aldridge (12) | Dejounte Murray (5) | AT&T Center              | 14 - 18 |

| Match | Date match | Équipe                | Score     | Meilleur marqueur      | Meilleur rebondeur     | Meilleur passeur   | Lieux                      | Série   |
| ----- | ---------- | --------------------- | --------- | ---------------------- | ---------------------- | ------------------ | -------------------------- | ------- |
| 33    | 2 janvier  | Oklahoma City         | D 103-109 | DeMar DeRozan (30)     | LaMarcus Aldridge (11) | Derrick White (5)  | AT&T Center                | 14 - 19 |
| 34    | 4 janvier  | @ Milwaukee           | D 118-127 | DeMar DeRozan (26)     | Trey Lyles (14)        | DeMar DeRozan (5)  | Fiserv Forum               | 14 - 20 |
| 35    | 6 janvier  | Milwaukee             | V 126-104 | DeMar DeRozan (25)     | Trey Lyles (12)        | DeMar DeRozan (7)  | AT&T Center                | 15 - 20 |
| 36    | 8 janvier  | @ Boston              | V 129-114 | DeMar DeRozan (30)     | Jakob Pöltl (8)        | Bryn Forbes (6)    | TD Garden                  | 16 - 20 |
| 37    | 10 janvier | @ Memphis             | D 121-134 | DeMar DeRozan (36)     | Aldridge, DeRozan (9)  | DeMar DeRozan (9)  | FedExForum                 | 16 - 21 |
| 38    | 12 janvier | @ Toronto             | V 105-104 | DeMar DeRozan (25)     | Jakob Pöltl (10)       | Quatre joueurs (4) | Scotiabank Arena           | 17 - 21 |
| 39    | 15 janvier | @ Miami               | D 100-106 | DeMar DeRozan (30)     | Lyles, Murray (7)      | DeMar DeRozan (7)  | American Airlines Arena    | 17 - 22 |
| 40    | 17 janvier | Atlanta               | D 120-121 | LaMarcus Aldridge (30) | Dejounte Murray (12)   | DeMar DeRozan (9)  | AT&T Center                | 17 - 23 |
| 41    | 19 janvier | Miami                 | V 107-102 | LaMarcus Aldridge (21) | DeMar DeRozan (9)      | DeMar DeRozan (9)  | AT&T Center                | 18 - 23 |
| 42    | 20 janvier | @ Phoenix             | V 120-118 | Derrick White (25)     | DeMar DeRozan (9)      | DeMar DeRozan (8)  | Talking Stick Resort Arena | 19 - 23 |
| 43    | 22 janvier | @ La Nouvelle-Orléans | V 121-117 | LaMarcus Aldridge (32) | LaMarcus Aldridge (14) | Derrick White (7)  | Smoothie King Center       | 20 - 23 |
| 44    | 24 janvier | Phoenix               | D 99-103  | DeMar DeRozan (30)     | DeRozan, Lyles (8)     | DeRozan, White (4) | AT&T Center                | 20 - 24 |
| 45    | 26 janvier | Toronto               | D 106-110 | DeRozan, White (14)    | LaMarcus Aldridge (10) | DeMar DeRozan (7)  | AT&T Center                | 20 - 25 |
| 46    | 27 janvier | @ Chicago             | D 109-110 | DeMar DeRozan (36)     | Jakob Pöltl (13)       | Bryn Forbes (5)    | United Center              | 20 - 26 |
| 47    | 29 janvier | Utah                  | V 127-120 | DeMar DeRozan (38)     | Jakob Pöltl (8)        | DeRozan, Pöltl (5) | AT&T Center                | 21 - 26 |

| Match                  | Date match  | Équipe          | Score     | Meilleur marqueur      | Meilleur rebondeur     | Meilleur passeur    | Lieux                   | Série   |
| ---------------------- | ----------- | --------------- | --------- | ---------------------- | ---------------------- | ------------------- | ----------------------- | ------- |
| 48                     | 1er février | Charlotte       | V 114-90  | DeMar DeRozan (24)     | Dejounte Murray (10)   | DeMar DeRozan (6)   | AT&T Center             | 22 - 26 |
| 49                     | 3 février   | @ L.A. Clippers | D 105-108 | LaMarcus Aldridge (27) | LaMarcus Aldridge (9)  | Derrick White (6)   | Staples Center          | 22 - 27 |
| 50                     | 4 février   | @ L.A. Lakers   | D 102-129 | DeMar DeRozan (28)     | DeMar DeRozan (9)      | DeMar DeRozan (7)   | Staples Center          | 22 - 28 |
| 51                     | 6 février   | @ Portland      | D 117-125 | Trey Lyles (23)        | Trey Lyles (10)        | DeMar DeRozan (6)   | Moda Center             | 22 - 29 |
| 52                     | 8 février   | @ Sacramento    | D 102-122 | Dejounte Murray (17)   | LaMarcus Aldridge (10) | Dejounte Murray (9) | Golden 1 Center         | 22 - 30 |
| 53                     | 10 février  | @ Denver        | D 120-127 | LaMarcus Aldridge (33) | Trey Lyles (7)         | Dejounte Murray (9) | Pepsi Center            | 22 - 31 |
| 54                     | 11 février  | @ Oklahoma City | V 114-106 | LaMarcus Aldridge (25) | LaMarcus Aldridge (14) | Derrick White (8)   | Chesapeake Energy Arena | 23 - 31 |
| NBA All-Star Game 2020 |             |                 |           |                        |                        |                     |                         |         |
| 55                     | 21 février  | @ Utah          | V 113-104 | Dejounte Murray (23)   | LaMarcus Aldridge (8)  | DeMar DeRozan (7)   | Vivint Smart Home Arena | 24 - 31 |
| 56                     | 23 février  | @ Oklahoma City | D 103-131 | Rudy Gay (14)          | Rudy Gay (6)           | Dejounte Murray (7) | Chesapeake Energy Arena | 24 - 32 |
| 57                     | 26 février  | Dallas          | D 103-109 | DeMar DeRozan (27)     | Trey Lyles (9)         | DeMar DeRozan (9)   | AT&T Center             | 24 - 33 |
| 58                     | 29 février  | Orlando         | V 114-113 | Trey Lyles (20)        | Trey Lyles (9)         | DeMar DeRozan (9)   | AT&T Center             | 25 - 33 |

| Match | Date match | Équipe      | Score          | Meilleur marqueur      | Meilleur rebondeur  | Meilleur passeur    | Lieux                      | Série   |
| ----- | ---------- | ----------- | -------------- | ---------------------- | ------------------- | ------------------- | -------------------------- | ------- |
| 59    | 2 mars     | Indiana     | D 111-116      | Patrick Mills (24)     | Dejounte Murray (7) | DeMar DeRozan (7)   | AT&T Center                | 25 - 34 |
| 60    | 3 mars     | @ Charlotte | V 104-103      | Dejounte Murray (21)   | Rudy Gay (7)        | DeMar DeRozan (10)  | Spectrum Center            | 26 - 34 |
| 61    | 6 mars     | @ Brooklyn  | D 120-139      | DeMar DeRozan (24)     | Gay, Murray (6)     | DeMar DeRozan (9)   | Barclays Center            | 26 - 35 |
| 62    | 8 mars     | @ Cleveland | D 129-132 (OT) | DeMar DeRozan (25)     | Gay, Lyles (9)      | Dejounte Murray (6) | Rocket Mortgage FieldHouse | 26 - 36 |
| 63    | 10 mars    | Dallas      | V 119-109      | LaMarcus Aldridge (24) | Trey Lyles (11)     | DeMar DeRozan (12)  | AT&T Center                | 27 - 36 |

| Match | Date match | Équipe                | Score | Meilleur marqueur | Meilleur rebondeur | Meilleur passeur | Lieux                   | Série |
| ----- | ---------- | --------------------- | ----- | ----------------- | ------------------ | ---------------- | ----------------------- | ----- |
| -     | Annulé     | Denver                |       |                   |                    |                  | AT&T Center             | -     |
| -     | Annulé     | Minnesota             |       |                   |                    |                  | AT&T Center             | -     |
| -     | Annulé     | Memphis               |       |                   |                    |                  | AT&T Center             | -     |
| -     | Annulé     | @ La Nouvelle-Orléans |       |                   |                    |                  | Smoothie King Center    | -     |
| -     | Annulé     | Chicago               |       |                   |                    |                  | AT&T Center             | -     |
| -     | Annulé     | Utah                  |       |                   |                    |                  | AT&T Center             | -     |
| -     | Annulé     | @ Utah                |       |                   |                    |                  | Vivint Smart Home Arena | -     |
| -     | Annulé     | @ Minnesota           |       |                   |                    |                  | Target Center           | -     |
| -     | Annulé     | @ Denver              |       |                   |                    |                  | Pepsi Center            | -     |
| -     | Annulé     | @ Golden State        |       |                   |                    |                  | Chase Center            | -     |
| -     | Annulé     | @ Sacramento          |       |                   |                    |                  | Golden 1 Center         | -     |
| -     | Annulé     | Golden State          |       |                   |                    |                  | AT&T Center             | -     |
| -     | Annulé     | La Nouvelle-Orléans   |       |                   |                    |                  | AT&T Center             | -     |
| -     | Annulé     | Sacramento            |       |                   |                    |                  | AT&T Center             | -     |
| -     | Annulé     | @ Houston             |       |                   |                    |                  | Toyota Center           | -     |
| -     | Annulé     | Philadelphie          |       |                   |                    |                  | AT&T Center             | -     |
| -     | Annulé     | Houston               |       |                   |                    |                  | AT&T Center             | -     |
| -     | Annulé     | @ Indiana             |       |                   |                    |                  | Bankers Life Fieldhouse | -     |
| -     | Annulé     | La Nouvelle-Orléans   |       |                   |                    |                  | AT&T Center             | -     |

| Match | Date match | Équipe     | Score     | Meilleur marqueur  | Meilleur rebondeur | Meilleur passeur   | Lieux                | Série   |
| ----- | ---------- | ---------- | --------- | ------------------ | ------------------ | ------------------ | -------------------- | ------- |
| 64    | 31 juillet | Sacramento | V 129-120 | DeMar DeRozan (27) | Gay, White (8)     | DeMar DeRozan (10) | VISA Athletic Center | 28 - 36 |

| Match | Date match | Équipe         | Score     | Meilleur marqueur    | Meilleur rebondeur   | Meilleur passeur     | Lieux                | Série   |
| ----- | ---------- | -------------- | --------- | -------------------- | -------------------- | -------------------- | -------------------- | ------- |
| 65    | 2 août     | @ Memphis      | V 108-106 | Dejounte Murray (21) | Dejounte Murray (10) | DeRozan, White (7)   | VISA Athletic Center | 29 - 36 |
| 66    | 3 août     | @ Philadelphie | D 130-132 | DeMar DeRozan (30)   | Drew Eubanks (10)    | Jakob Pöltl (4)      | VISA Athletic Center | 29 - 37 |
| 67    | 5 août     | Denver         | D 126-132 | Rudy Gay (24)        | Jakob Pöltl (7)      | DeMar DeRozan (8)    | VISA Athletic Center | 29 - 38 |
| 68    | 7 août     | Utah           | V 119-111 | Derrick White (24)   | Jakob Pöltl (10)     | Dejounte Murray (6)  | The Field House      | 30 - 38 |
| 69    | 9 août     | @ New Orleans  | V 122-113 | DeMar DeRozan (27)   | Jakob Pöltl (14)     | Lonnie Walker IV (6) | The Field House      | 31 - 38 |
| 70    | 11 août    | Houston        | V 123-105 | Keldon Johnson (24)  | Jakob Pöltl (12)     | Dejounte Murray (7)  | The Field House      | 32 - 38 |
| 71    | 13 août    | @ Utah         | D 112-118 | Keldon Johnson (24)  | Dejounte Murray (14) | Dejounte Murray (7)  | The Field House      | 32 - 39 |

### Confrontations en saison régulière
| Conférence Est      | Conférence Est                              | Conférence Est                              | Conférence Ouest                            | Conférence Ouest                            | Conférence Ouest                            | Conférence Ouest                            | Conférence Ouest                            |
| Division Atlantique | Division Atlantique                         | Division Atlantique                         | Division Nord-Ouest                         | Division Nord-Ouest                         | Division Nord-Ouest                         | Division Nord-Ouest                         | Division Nord-Ouest                         |
| Équipe              | Domicile                                    | Extérieur                                   | Équipe                                      | Domicile                                    | Domicile                                    | Extérieur                                   | Extérieur                                   |
| ------------------- | ------------------------------------------- | ------------------------------------------- | ------------------------------------------- | ------------------------------------------- | ------------------------------------------- | ------------------------------------------- | ------------------------------------------- |
| Boston              | 115-135                                     | 129-114                                     | Denver                                      |                                             |                                             | 120-127                                     |                                             |
| Brooklyn            | 118-105                                     | 120-139                                     | Minnesota                                   | 101-113                                     |                                             | 114-129                                     |                                             |
| New York            | 120-111                                     | 111-104                                     | Oklahoma City                               | 121-112                                     | 103-109                                     | 114-106                                     | 103-131                                     |
| Philadelphie        |                                             | 104-115                                     | Portland                                    | 113-110                                     | 116-121                                     | 117-125                                     |                                             |
| Toronto             | 106-110                                     | 105-104                                     | Utah                                        | 127-120                                     |                                             | 113-104                                     |                                             |
| Matchs à Orlando    |                                             |                                             |                                             |                                             |                                             |                                             |                                             |
| Philadelphie        |                                             | 130-132                                     | Denver                                      | 126-132                                     |                                             |                                             |                                             |
|                     |                                             |                                             | Utah                                        | 119-111                                     |                                             | 112-118                                     |                                             |
|                     | 2–2                                         | 3–3                                         |                                             | 4–4                                         | 4–4                                         | 2–5                                         | 2–5                                         |
| Division            | 5–5                                         | 5–5                                         | Division                                    | 6–9                                         | 6–9                                         | 6–9                                         | 6–9                                         |
| Division Centrale   | Division Centrale                           | Division Centrale                           | Division Pacifique                          | Division Pacifique                          | Division Pacifique                          | Division Pacifique                          | Division Pacifique                          |
| Équipe              | Domicile                                    | Extérieur                                   | Équipe                                      | Domicile                                    | Domicile                                    | Extérieur                                   | Extérieur                                   |
| Chicago             |                                             | 109-110                                     | Golden State                                | 117-113 (OT)                                |                                             | 127-110                                     |                                             |
| Cleveland           | 109-117 (OT)                                | 129-132 (OT)                                | L.A. Clippers                               | 107-97                                      | 109-134                                     | 97-103                                      | 105-108                                     |
| Detroit             | 136-109                                     | 98-132                                      | L.A. Lakers                                 | 96-103                                      | 104-114                                     | 102-129                                     |                                             |
| Indiana             | 111-107                                     |                                             | Phoenix                                     | 99-103                                      |                                             | 121-119 (OT)                                | 120-118                                     |
| Milwaukee           | 126-104                                     | 118-127                                     | Sacramento                                  | 105-104 (OT)                                |                                             | 102-122                                     |                                             |
| Matchs à Orlando    |                                             |                                             |                                             |                                             |                                             |                                             |                                             |
|                     |                                             |                                             | Sacramento                                  | 129-120                                     |                                             |                                             |                                             |
|                     | 2–2                                         | 0–4                                         |                                             | 4–4                                         | 4–4                                         | 3–4                                         | 3–4                                         |
| Division            | 2–6                                         | 2–6                                         | Division                                    | 7–8                                         | 7–8                                         | 7–8                                         | 7–8                                         |
| Division Sud-Est    | Division Sud-Est                            | Division Sud-Est                            | Division Sud-Ouest                          | Division Sud-Ouest                          | Division Sud-Ouest                          | Division Sud-Ouest                          | Division Sud-Ouest                          |
| Équipe              | Domicile                                    | Extérieur                                   | Équipe                                      | Domicile                                    | Domicile                                    | Extérieur                                   | Extérieur                                   |
| Atlanta             | 120-121                                     | 100-108                                     | Dallas                                      | 103-109                                     | 119-109                                     | 110-117                                     | 98-102                                      |
| Charlotte           | 114-90                                      | 104-103                                     | Houston                                     | 135-133 (2OT)                               |                                             | 107-109                                     |                                             |
| Miami               | 107-102                                     | 100-106                                     | Memphis                                     | 109-113                                     |                                             | 145-115                                     | 121-134                                     |
| Orlando             | 114-113                                     | 109-111                                     | New Orleans                                 |                                             |                                             | 121-117                                     |                                             |
| Washington          | 124-122                                     | 132-138                                     |                                             |                                             |                                             |                                             |                                             |
| Matchs à Orlando    |                                             |                                             |                                             |                                             |                                             |                                             |                                             |
|                     |                                             |                                             | Houston                                     | 123-105                                     |                                             |                                             |                                             |
|                     |                                             |                                             | Memphis                                     |                                             |                                             | 108-106                                     |                                             |
|                     |                                             |                                             | New Orleans                                 |                                             |                                             | 122-113                                     |                                             |
|                     | 4–1                                         | 1–4                                         |                                             | 3–2                                         | 3–2                                         | 4–4                                         | 4–4                                         |
| Division            | 5–5                                         | 5–5                                         | Division                                    | 7–6                                         | 7–6                                         | 7–6                                         | 7–6                                         |
| Conférence          | 12–16 (Domicile : 8–5; Extérieur : 4–11)    | 12–16 (Domicile : 8–5; Extérieur : 4–11)    | Conférence                                  | 20–23 (Domicile : 11–10; Extérieur : 9–13)  | 20–23 (Domicile : 11–10; Extérieur : 9–13)  | 20–23 (Domicile : 11–10; Extérieur : 9–13)  | 20–23 (Domicile : 11–10; Extérieur : 9–13)  |
| Total               | 32–39 (Domicile : 19–15; Extérieur : 13–24) | 32–39 (Domicile : 19–15; Extérieur : 13–24) | 32–39 (Domicile : 19–15; Extérieur : 13–24) | 32–39 (Domicile : 19–15; Extérieur : 13–24) | 32–39 (Domicile : 19–15; Extérieur : 13–24) | 32–39 (Domicile : 19–15; Extérieur : 13–24) | 32–39 (Domicile : 19–15; Extérieur : 13–24) |

## Classements de la saison régulière
| Conférence Ouest | Conférence Ouest                | Conférence Ouest | Conférence Ouest | Conférence Ouest | Conférence Ouest | Conférence Ouest | Conférence Ouest |
| No               | Franchise                       | Vic.             | Def.             | MJ               | V/D              | GB               |                  |
| ---------------- | ------------------------------- | ---------------- | ---------------- | ---------------- | ---------------- | ---------------- | ---------------- |
| 1                | Lakers de Los Angeles           | 52               | 19               | 71               | .732             | –                |                  |
| 2                | Clippers de Los Angeles         | 49               | 23               | 72               | .681             | 3.5              |                  |
| 3                | Nuggets de Denver               | 46               | 27               | 73               | .630             | 7                |                  |
| 4                | Rockets de Houston              | 44               | 28               | 72               | .611             | 8.5              |                  |
| 5                | Thunder d'Oklahoma City         | 44               | 28               | 72               | .611             | 8.5              |                  |
| 6                | Jazz de l'Utah                  | 44               | 28               | 72               | .611             | 8.5              |                  |
| 7                | Mavericks de Dallas             | 43               | 32               | 75               | .573             | 11               |                  |
| 8                | Trail Blazers de Portland (PI)  | 35               | 39               | 74               | .473             | 18.5             |                  |
|                  |                                 |                  |                  |                  |                  |                  |                  |
| 9                | Grizzlies de Memphis (PI)       | 34               | 39               | 73               | .466             | 19               |                  |
| 10               | Suns de Phoenix                 | 34               | 39               | 73               | .466             | 19               |                  |
| 11               | Spurs de San Antonio            | 32               | 39               | 71               | .451             | 20               |                  |
| 12               | Kings de Sacramento             | 31               | 41               | 72               | .431             | 21.5             |                  |
| 13               | Pelicans de La Nouvelle-Orléans | 30               | 42               | 72               | .417             | 22.5             |                  |
| 14               | Timberwolves du Minnesota       | 19               | 45               | 64               | .297             | 29.5             |                  |
| 15               | Warriors de Golden State        | 15               | 50               | 65               | .231             | 34               |                  |

| Division Sud-Ouest       | V  | D  | MJ | V/D  | GB   | Dom   | Ext   | Div  |
| ------------------------ | -- | -- | -- | ---- | ---- | ----- | ----- | ---- |
| Rockets de Houston       | 44 | 28 | 72 | .611 | –    | 24–12 | 20–16 | 8–5  |
| Mavericks de Dallas      | 43 | 32 | 75 | .573 | 2.5  | 20–18 | 23–14 | 10–4 |
| Grizzlies de Memphis     | 34 | 39 | 73 | .466 | 10.5 | 20–17 | 14–22 | 4–9  |
| Spurs de San Antonio     | 32 | 39 | 71 | .451 | 11.5 | 19–15 | 13–24 | 7–6  |
| Pelicans de Nlle-Orléans | 30 | 42 | 72 | .417 | 14   | 15–21 | 15–21 | 4–9  |

## Effectif

### Effectif actuel
| Spurs de San Antonio Effectif en fin de saison                 |    |   |                                 |                   |
| Entraîneur : Gregg Popovich                                    |    |   |                                 |                   |
| Ailier fort / Pivot                                            | 12 |   | LaMarcus Aldridge               | Texas             |
| Arrière / Ailier                                               | 18 |   | Marco Belinelli                 | Fortitudo Bologne |
| Arrière / Ailier                                               | 10 |   | DeMar DeRozan                   | USC               |
| Ailier fort / Pivot                                            | 14 |   | Drew Eubanks (TW)               | Oregon State      |
| Meneur / Arrière                                               | 11 |   | Bryn Forbes                     | Michigan State    |
| Ailier / Ailier fort                                           | 22 |   | Rudy Gay                        | Connecticut       |
| Arrière / Ailier                                               | 3  |   | Keldon Johnson (R)              | Kentucky          |
| Ailier fort                                                    | 41 | / | Trey Lyles                      | Kentucky          |
| Ailier fort                                                    | 7  | / | Chimezie Metu                   | USC               |
| Meneur                                                         | 8  |   | Patty Mills                     | Saint Mary's      |
| Meneur                                                         | 5  |   | Dejounte Murray                 | Washington        |
| Pivot                                                          | 25 |   | Jakob Pöltl                     | Utah              |
| Ailier fort                                                    | 19 |   | Luka Šamanić (R)                | KK Olimpija       |
| Arrière                                                        | 1  |   | Lonnie Walker IV                | Miami             |
| Arrière                                                        | 15 |   | Quinndary Weatherspoon (R) (TW) | Mississippi State |
| Meneur / Arrière                                               | 4  |   | Derrick White                   | Colorado          |
| Pivot                                                          | 40 |   | Tyler Zeller                    | North Carolina    |
| (C) - Capitaine, (R) - Rookie, (TW) - Two-way contract, Blessé |    |   |                                 |                   |

## Récompenses durant la saison
Récapitulatif des récompenses obtenues par les joueurs de l'équipe durant la saison.
| Date                   | Joueur        | Récompense                                    |
| ---------------------- | ------------- | --------------------------------------------- |
| 6 janvier - 12 janvier | DeMar DeRozan | Joueur de la semaine dans la conférence Ouest |

## Transactions
Le détail des différents contrats signés par l'équipe est disponible dans la section supérieure des contrats des joueurs, avec les montants des salaires.

### Échanges
| Juillet   | Juillet                                                                       | Juillet | Juillet |
| --------- | ----------------------------------------------------------------------------- | --- | ------- |
| 6 juillet | Echange à trois équipes                                                       | Echange à trois équipes | [ 5 ]   |
| 6 juillet | Vers les Spurs de San Antonio - DeMarre Carroll (Sign and trade, De Brooklyn) | Vers les Nets de Brooklyn - Droits sur Nemanja Dangubić (2014 #54) (De San Antonio) - Droits sur Aaron White (2015 #49) (De Washington) | [ 5 ]   |
| 6 juillet | Vers les Wizards de Washington - Dāvis Bertāns (De San Antonio)               | | [ 5 ]   |

### Joueurs qui re-signent
| Date       | Joueur   |
| ---------- | -------- |
| 08/07/2019 | Rudy Gay |

### Options dans les contrats
| Date       | Joueur           | Option                                                                           |
| ---------- | ---------------- | -------------------------------------------------------------------------------- |
| 01/10/2019 | Lonnie Walker IV | San Antonio exerce leur option d'équipe de 2 892 000 $ pour la saison 2020-2021. |
| 01/10/2019 | Derrick White    | San Antonio exerce leur option d'équipe de 3 516 284 $ pour la saison 2020-2021. |

## Arrivées

### Draft
| Date       | Joueur               | Provenance                  |
| ---------- | -------------------- | --------------------------- |
| 01/07/2019 | Keldon Johnson (#29) | Wildcats du Kentucky (NCAA) |
| 01/07/2019 | Luka Šamanić (#19)   | KK Olimpija                 |

### Agents libres
| Date       | Joueur             | Provenance                              |
| ---------- | ------------------ | --------------------------------------- |
| 06/07/2019 | DeMarre Carroll    | Nets de Brooklyn (Sign and trade)       |
| 12/07/2019 | Trey Lyles         | Nuggets de Denver                       |
| 22/07/2019 | Dedric Lawson      | Jayhawks du Kansas (NCAA)               |
| 14/08/2019 | Daulton Hommes     | Point Loma Nazarene (NCAA)              |
| 12/09/2019 | Jeff Ledbetter     | Spurs d'Austin (NBA G-League)           |
| 24/09/2019 | Matt Farrell       | Blue Coats du Delaware (NBA G-League)   |
| 13/10/2019 | Galen Robinson Jr. | Cougars de Houston (NCAA)               |
| 13/10/2019 | Kenny Williams     | Tar Heels de la Caroline du Nord (NCAA) |
| 24/06/2020 | Tyler Zeller       | Nuggets de Denver                       |

### Two-way contracts
| Date       | Joueur                       | Provenance                           |
| ---------- | ---------------------------- | ------------------------------------ |
| 08/07/2019 | Quinndary Weatherspoon (#49) | Bulldogs de Mississippi State (NCAA) |

## Départs

### Agents libres
| Date       | Joueur             | Nouvelle équipe¹ |
| ---------- | ------------------ | ---------------- |
| 01/07/2019 | Dante Cunningham   | Fujian Sturgeons |
| 01/07/2019 | Ben Moore          | Galatasaray SK   |
| 01/07/2019 | Donatas Motiejūnas | Shanghai Sharks  |
| 01/07/2019 | Quincy Pondexter   |                  |

### Joueurs coupés
| Date       | Joueur          | Nouvelle équipe¹   |
| ---------- | --------------- | ------------------ |
| 24/09/2019 | Jeff Ledbetter  |                    |
| 29/09/2019 | Matt Farrell    |                    |
| 18/02/2020 | DeMarre Carroll | Rockets de Houston |

¹ Il s'agit de l’équipe pour laquelle le joueur a signé après son départ, il a pu entre-temps changer d'équipe ou encore de pays.

### Joueurs non retenus au training camp
Liste des joueurs non retenus pour commencer la saison NBA.
| Joueur             |
| ------------------ |
| Daulton Hommes     |
| Dedric Lawson      |
| Galen Robinson Jr. |
| Kenny Williams     |

## Situation à la fin de la saison

### Joueurs "agents libres"
| Joueur                 | Fin de saison         |
| ---------------------- | --------------------- |
| Marco Belinelli        | Agent libre           |
| Drew Eubanks           | Agent libre restreint |
| Bryn Forbes            | Agent libre           |
| Jakob Pöltl            | Agent libre restreint |
| Quinndary Weatherspoon | Agent libre restreint |

### Options en fin de saison
| Joueur        | Fin de saison  |
| ------------- | -------------- |
| DeMar DeRozan | Option joueur. |